# Bird Woman
Bird Woman är ett musikalbum från 2003 med Monica Dominique Quintet.

## Låtlista
Alla låtar är skrivna av Monica Dominique om ej annat anges.
1. Sail for Love – 4'52
2. Rodolphos Aria (Giacomo Puccini) – 4'26
3. Bird Woman – 5'54
4. Hommage à Lars – 6'11
5. Just for Funk – 5'07
6. Guldtuppen – 6'24
7. Tillägnan – 5'46
8. Just in Case – 4'44
9. Somewhere (Leonard Bernstein) – 5'14
10. Världen är full av violer (Sven Paddock) – 3'19
11. Viva Ogoni – 5'18

## Medverkande
- Monica Dominique – piano
- Carl-Axel Dominique – keyboards
- Johan Hörlén – sopransaxofon, altsaxofon, basklarinett
- Tommy Johnson – bas
- Mats Engström – trummor

## Recensioner
- Svenska Dagbladet 2004-05-14